# HD9289
HD9289 — хімічно пекулярна зоря спектрального класу
A3 й має видиму зоряну величину в смузі V приблизно 9,4.
Вона знаходиться у сузір'ї Кита. 

## Пекулярний хімічний вміст
Зоряна атмосфера HD9289 має підвищений вміст Cr.